# Haslen (Schlatt-Haslen)
Haslen (toponimo tedesco) è la frazione capoluogo del distretto svizzero di Schlatt-Haslen, nel Canton Appenzello Interno.

## Monumenti e luoghi d'interesse

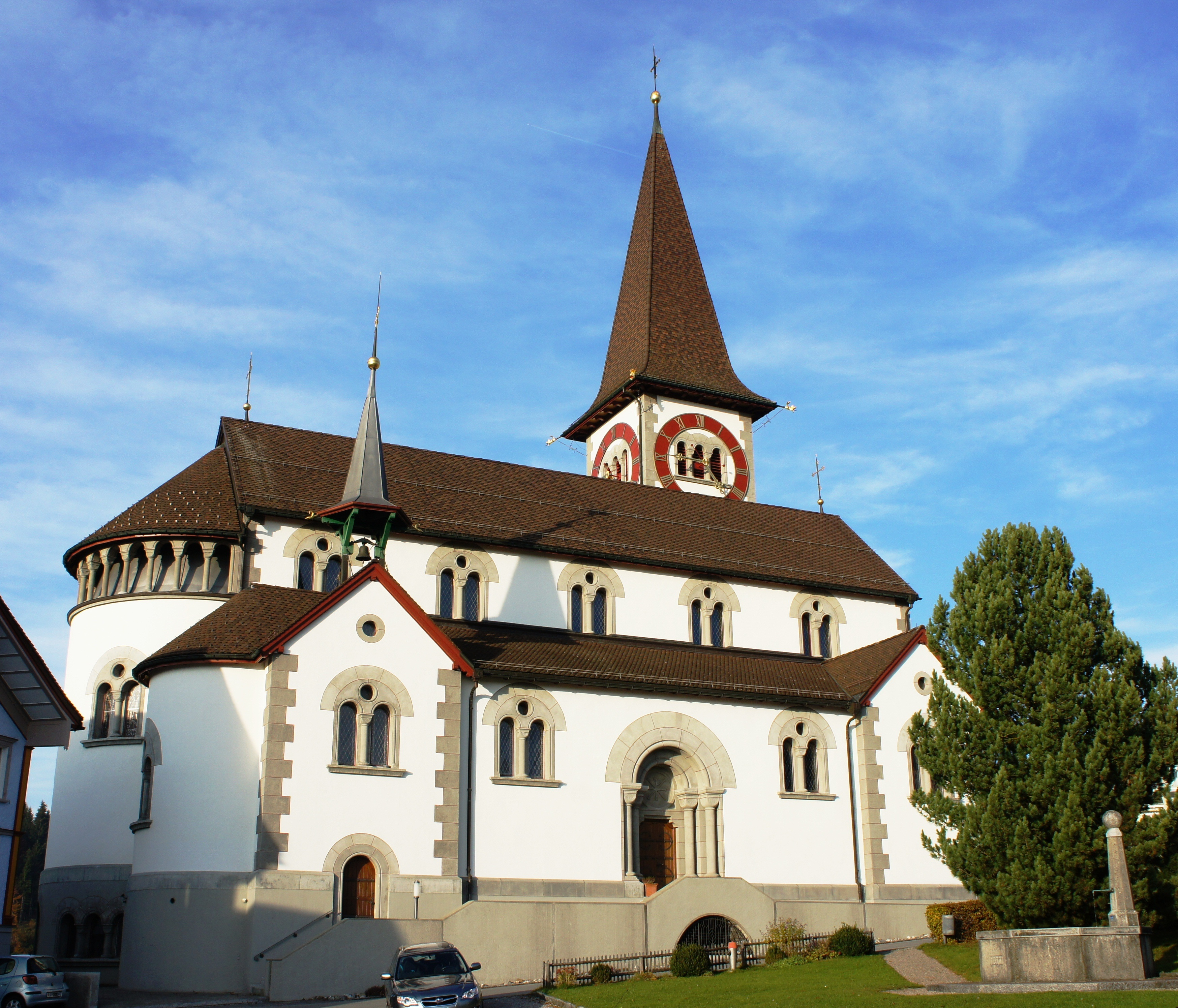
La chiesa di Santa Maria Ausiliatrice

- Chiesa cattolica di Santa Maria Ausiliatrice, attestata dal XVII secolo e ricostruita nel 1901 da August Hardegger[2]